# Giessen-Nieuwkerk

Gemeentewapen

Giessen-Nieuwkerk is een kerkdorp in de Nederlandse landstreek Alblasserwaard dat vanaf de ontginningen in de dertiende eeuw is ontstaan. Het bestond uit drie polders: Muisbroek, Doet en Neerpolder. In de laatste polder stond sinds het begin van de vijftiende eeuw het slot Giessenburg.
Voor 1800 was Giessen-Nieuwkerk een van de vrije heerlijkheden in Zuid-Holland. Het kende niet alleen een schepenrechtbank voor de kleine strafprocessen en civiele zaken, maar ook een hoge rechtbank (de vierschaar) waar grotere criminele zaken voorkwamen. Deze hoge vierschaar werd gevormd door leenmannen van het slot Giessenburg. Ten zuiden van Giessen-Nieuwkerk werd de spoorlijn Elst - Dordrecht aangelegd. Aan deze lijn had het dorp een eigen stopplaats, stopplaats Giessen-Nieuwkerk. Deze is in 1934 gesloten.
Tot 1957 was het dorp een zelfstandige gemeente. Sinds 1957 wordt het dorp Giessen-Nieuwkerk aangeduid als Giessenburg, toen het samen met Peursum en Giessen-Oudekerk de nieuwe gemeente Giessenburg ging vormen.

## Geboren
- Ab Harrewijn (1954-2002), GroenLinks-politicus